# Zygmunt Działowski
Zygmunt Działowski herbu Prawdzic (ur. 4 sierpnia 1843 w Mgowie, zm. 16 lutego 1878 w Berlinie) – polski działacz społeczny, bibliofil, kolekcjoner, poseł do Reichstagu.
W 1863 roku organizował na ziemi chełmińskiej wsparcie dla powstańców styczniowych. Za tę pomoc został aresztowany przez władze pruskie pod zarzutem zdrady stanu. W wyniku procesu z 1864 roku został uniewinniony. Wkrótce rozpoczął działalność społeczną. Współorganizował Towarzystwo Pomocy Nauk, wspierające młodzież pochodzenia wiejskiego. Współpracował z warszawskim środowiskiem naukowym, pomógł Adolfowi Pawińskiego przy tworzeniu czasopisma „Ateneum”. Na Sejmiku Gospodarskim w Toruniu w 1875 roku zaproponował utworzenie nowego towarzystwa naukowego. Dzięki jego staraniom pod koniec roku swoją działalność rozpoczęło Towarzystwo Naukowe w Toruniu. Działowski został pierwszym przewodniczącym wydziału historyczno-archeologicznego Towarzystwa. W styczniu 1877 roku został posłem do Reichstagu. Zmarł 16 lutego 1878 w Berlinie, został pochowany w Wielkiej Łące.